# Sauga kommun
Sauga vald är en kommun i Estland.   Den ligger i landskapet Pärnumaa, i den sydvästra delen av landet, 110 km söder om huvudstaden Tallinn.
Följande samhällen finns i Sauga vald:
- Sauga
- Tammiste
- Kilksama
- Urge
- Pulli
- Nurme

Inlandsklimat råder i trakten. Årsmedeltemperaturen i trakten är 4 °C. Den varmaste månaden är juli, då medeltemperaturen är 18 °C, och den kallaste är februari, med −12 °C.